# Alfredo Sivocci
Alfredo Sivocci (né le 4 janvier 1891 à Milan et mort dans la même ville le 10 juillet 1980) est un coureur cycliste italien, dont la carrière se déroule dans les années 1910 et 1920.

## Biographie
Professionnel de 1910 à 1926 dans diverses équipes (Swift, Legnano, Polack, Bianchi, Stucchi, Dei, Sivocci-Pirelli), Alfredo Sivocci a remporté quatre étapes du Tour d'Italie.

## Palmarès
- 1909
  -  Champion d'Italie sur route amateurs
  - Lugano-Biasco
  - Coppa di Trevise
- 1911
  - 11e étape du Tour d'Italie
  - 7e du Tour d'Italie
  - 9e de Milan-San Remo
- 1912
  - 3e de la Corsa del Commercio
- 1913
  - Coppa Manrico Pasquali
- 1915
  - 9e du Tour de Lombardie
- 1916
  - Albisola Marina-Alassio
  - Milano-Albisola Marina
  - Milan-Pavie-Milan
  - 2e de Milano-Piano dei Govi
  - 2e de Milan-Bellabgio-Varèse
  - 3e du Tour de Lombardie
- 1917
  - Tour de la province de Milan (avec Gaetano Belloni)
  - 3e de Milan-La Spezia
  - 3e de Milan-Modène
  - 9e du Tour de Lombardie
- 1918
  - 2e de Milan-Turin
  - 2e du Tour de Lombardie
- 1919
  - La Seicento-Gran Fondo
  - Rome-Naples-Rome :
    - Classement général
    - 1re et 2e étapes

  - Turin-Trente-Trieste
  - 2e du championnat d'Italie sur route
  - 3e du Tour de la province de Milan (avec Gaetano Belloni)
- 1920
  - 2e du Tour du Piémont
  - 6e du Tour de Lombardie
  - 9e de Milan-San Remo
- 1921
  - 3e du Tour de la province de Milan (avec Giovanni Brunero)
  - 4e de Milan-San Remo
  - 7e du Tour d'Italie
- 1922
  - 4e étape du Tour d'Italie
  - Tour de Vénétie
  - 2e du Tour de la province de Milan (avec Pietro Linari)
  - 4e du Tour d'Italie
  - 5e de Milan-San Remo
- 1923
  - 9e étape du Tour d'Italie
- 1924
  - 12e étape du Tour d'Italie[1]
  - 10e du Tour d'Italie

## Résultats sur les grands tours

### Tour d'Italie
11 participations
- 1910 : 10e puis disqualifié
- 1911 : 7e, vainqueur de la 11e étape
- 1913 : 24e
- 1914 : abandon
- 1919 : abandon
- 1920 : abandon
- 1921 : 7e
- 1922 : 4e, vainqueur de la 4e étape
- 1923 : 11e, vainqueur de la 9e étape
- 1924 : 10e, vainqueur de la 12e étape[1]
- 1925 : abandon